# John Russell Baird

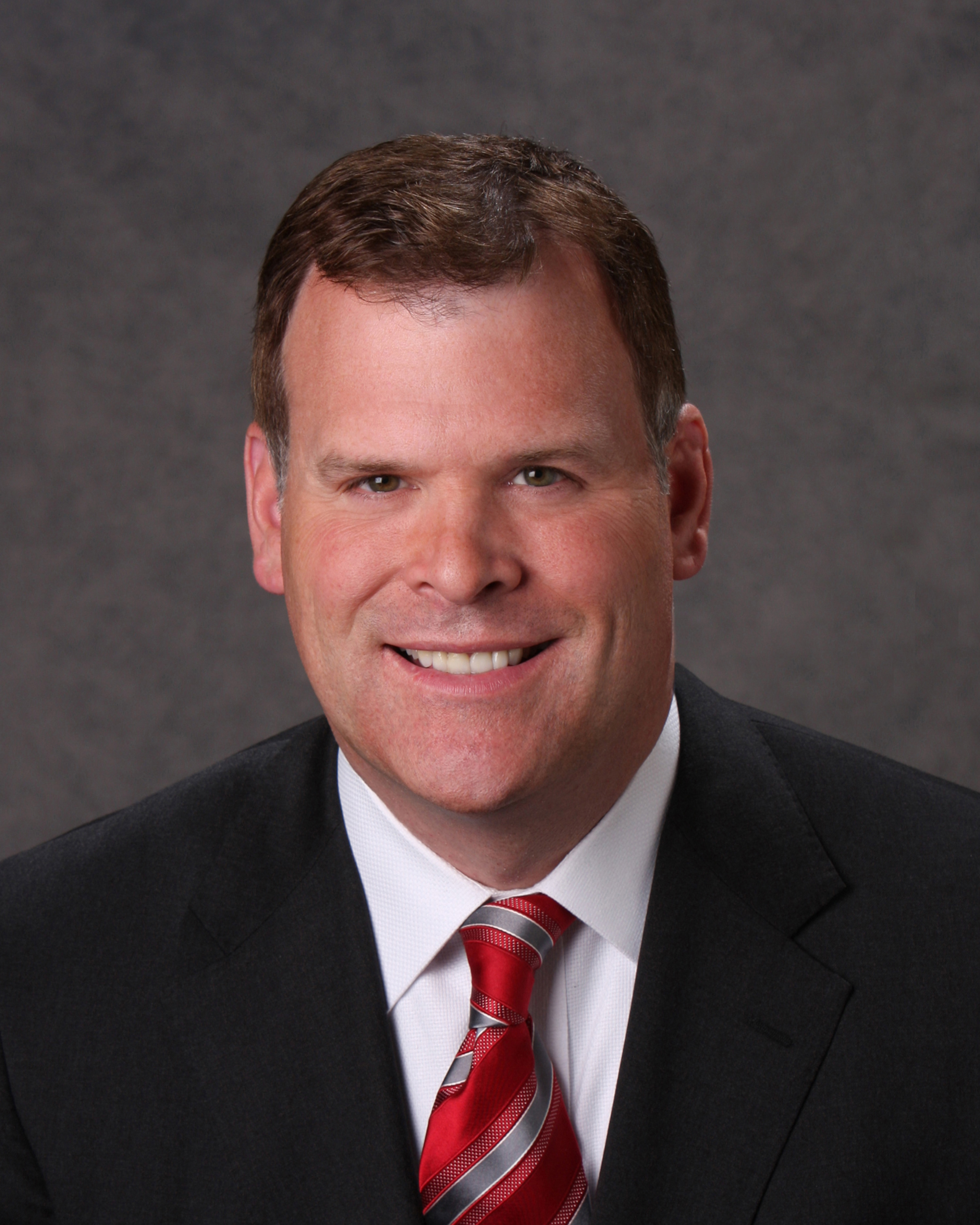
Offizielles Porträtfoto

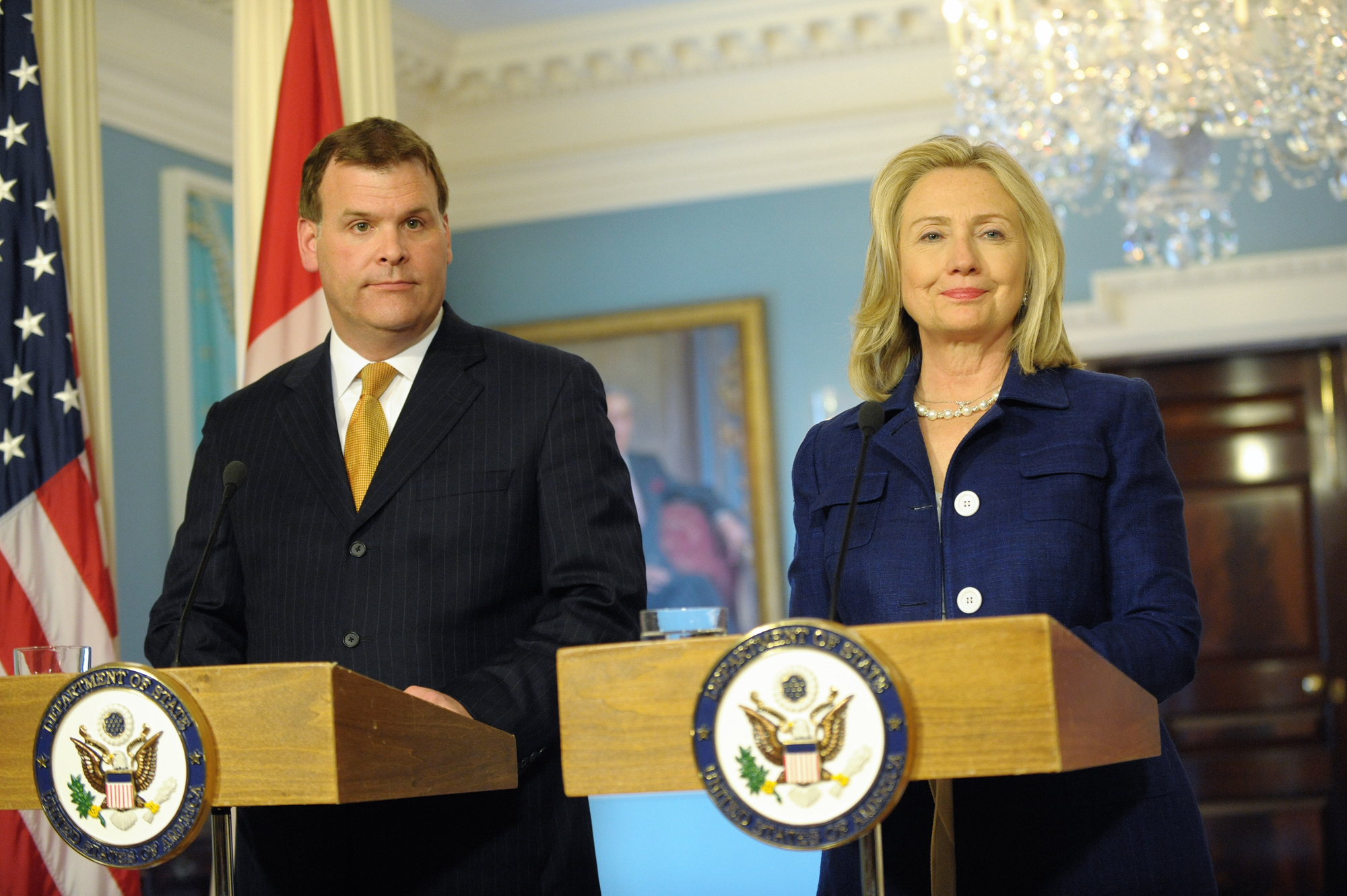
Baird bei einer gemeinsamen Pressekonferenz mit Hillary Clinton im US-Außenministerium

John Russell Baird PC, MP (* 26. Mai 1969 in Nepean, Ontario) ist ein kanadischer Politiker der Konservativen Partei Kanadas.
Baird wurde in Nepean (heute Teil von Ottawa) geboren und studierte an der Queen’s University.
Zwischen 1995 und 2005 war er Mitglied des Parlaments von Ontario. Baird wurde 2006 ins Unterhaus gewählt und war ab Mai 2011 Außenminister. Zuvor war er von 2007 bis 2008 und von November 2010 bis Januar 2011 Umweltminister und von 2008 bis 2010 Verkehrsminister.
Am 3. Februar 2015 trat Baird als Außenminister zurück und kündigte an seinen Parlamentssitz aufzugeben.